# 丰溪站
丰溪站（韓語：풍계역）是朝鮮民主主義人民共和國咸镜北道吉州郡丰溪里的一個鐵路車站，属于白头山青年线。

## 邻近车站
白头山青年线
城後站 - 丰溪站 - 載德站